# Jean Athanasiu

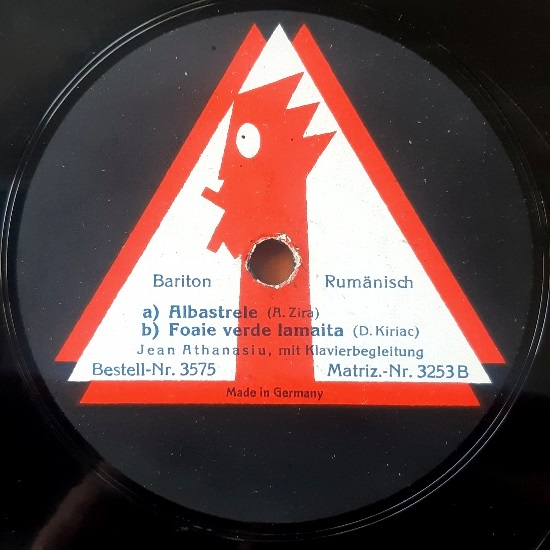
Disc de șelac cu Jean Athanasiu (Berlin 1926)

Jean Athanasiu (n. 28 februarie 1885, București – d. 20 noiembrie 1938, București) a fost un bariton român. Vocea sa puternică, cu timbru plăcut, și jocul de scenă expresiv l-au situat printre cei mai buni cântăreți de operă români.
Rolurile sale mai de seamă: Rigoletto („Rigoletto” de Verdi), Scarpia („Tosca” de Puccini), Cneazul Igor („Cneazul Igor” de Borodin), etc. A contribuit la întemeirea Operei Române din București.

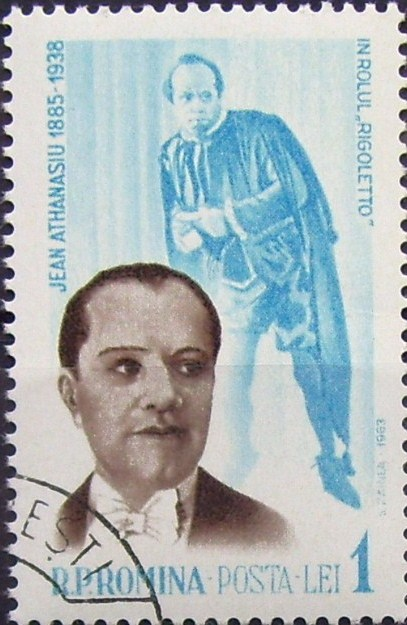
Timbru poștal românesc din 1963

Mormântul lui Jean Athanasiu, amplasat în Cimitirul Bellu, fig. 115 este declarat monument istoric, cu cod LMI B-IV-m-B-20118.007.